# Felipe Bertrán
Felipe Bertrán y Casanova o Beltrán Serrano -en otros documentos Felipe Bertrán y García- (Sierra de Engarcerán, Castellón, 19 de octubre de 1704-Madrid, 30 de noviembre de 1783), religioso ilustrado español.

## Biografía
Hijo de humildes labradores, la figura de este ilustrado es todavía mal conocida. Tuvo cinco hermanos, tres varones y dos mujeres. Contó con la protección de Ginés Rabaza Perellós, Marqués de Dos Aguas; en 1721 fue enviado a Valencia donde estudió Filosofía y Artes. 
En 1724 se matriculó en el trienio teológico, obteniendo el grado de maestro en Artes y doctor en Teología. Desde 1728 hasta 1735 opositó cuatro veces a la cátedra de filosofía tomista en la Universidad de Valencia y en 1735 le fue concedida la cátedra, en la que cesó en 1738 para opositar a la de San Buenaventura sin conseguirla. En 1739, don Ginés (Marqués de Dos Aguas) lo promovió al curato de Bétera, donde permaneció durante trece años. En 1752 pasó a la parroquia de Masamagrell, y en 1759, tras opositar tres veces a canongías de oficio de la metropolitana de Valencia, ingresó en el cabildo tras obtener el canonicato lectoral de Valencia, vacante por fallecimiento del canónigo don Vicente Furió. Fue además examinador sinodal. 
Como obispo de Salamanca (nombrado en 1763), se empeñó durante gran parte de su vida en reformar los colegios mayores haciendo uno solo, pero, desalentado por la enorme oposición, sustituyó esa obsesión por la de fundar un colegio nuevo en Salamanca, el de San Estanislao, lo que consiguió al fin, después de superar todo tipo de dificultades, sobrevenidas sobre todo a causa de su idea de limitar el enorme poder de que gozaban los seis colegios mayores de Salamanca, Valladolid y Alcalá mediante una reforma sobre la cual compuso su amigo y coterráneo Francisco Pérez Bayer su Diario histórico de la reforma de los seis colegios mayores de Salamanca, Valladolid y Alcalá desde 15 de febrero de 1771 en que el rey N. S. don Carlos III dio principio a ella hasta 21 del mismo mes de 1777, que se conserva manuscrita en la Biblioteca Nacional. Apoyó, asimismo, la expulsión de los jesuitas, que también se habían opuesto a su intento de reforma. El 22 de abril de 1764 publicaba su primera carta pastoral, “Sobre el digno ejercicio de la predicación”.
En 1767, tras la expulsión de los jesuitas, el obispo dio a conocer otra pastoral, “Sobre la moderación del sentimiento de las religiosas por la ausencia de sus Directores”. Se esforzó en mejorar el nivel de vida de sus fieles proponiendo y ejecutando cuantas obras fuesen necesarias: la construcción del edificio de la casa Galera (para recluir a las mujeres públicas); la institución para niños y niñas; el refuerzo de la torre de la catedral nueva; su contribución generosa y su influencia ante el rey hizo posible la realización del Paseo de las Carmelitas y para la fundación del Colegio de San Eloy de Artífices plateros… 
Bertrán fue nombrado, además, el 24 de diciembre de 1774, Inquisidor General; el 22 de abril de 1775, a sus setenta y un años, Felipe Bertrán se instaló en Madrid y tomó posesión de su nuevo empleo, en cuyo cometido tomó dos decisiones fundamentales en la historia de la cultura española; la primera fue autorizar la traducción de la Biblia a la lengua vernácula castellana en 1782, y la segunda, enfrentarse a la Compañía de Jesús recomendando su expulsión de España ya en 1764; eso redundó al cabo en la expansión en el terreno de la enseñanza de las humanidades de los padres escolapios, con los que simpatizaba, (fue un gran protector de uno de ellos, el helenista y erudito Pedro Estala) y en la posterior evolución del jansenismo, entre otras consecuencias no menos y quizá más importantes. En este cargo también intercedió por e intentó suavizar la condena del ilustrado Pablo de Olavide y protegió los intentos de traducir la liturgia cristiana al español del ilustrado y liberal valenciano León de Arroyal, protección en la que no pudo perseverar porque la muerte la frustró. También protegió a otros destacados ilustrados, como el helenista escolapio Pedro Estala, que pronunció al morir Bertrán su panegírico fúnebre, después impreso; Antonio Tavira, Juan Antonio Melón, Joaquín Lorenzo Villanueva, Antolín Merino y Bernardo Agustín de Zamora. Por otra parte, José Iglesias de la Casa le dedicó su Al Ilmo. Sr. d. Felipe Beltrán, dignísimo obispo de Salamanca, en su empleo de Inquisidor General de España, canción pindárica (Valencia: Benito Monfort, 1775). Mientras duró en su cargo, el tribunal aplicó los dos últimos tormentos de fuego, únicamente se dieron dieciséis penitenciados públicos y el poeta Tomás de Iriarte pudo escapar de una acusación de irreligión y volterianismo con una levísima condena, prácticamente una absolución. 
Por demás, renovó la predicación, viciada por los excesos culteranos satirizados por el padre José Francisco de Isla, usando en sus sermones el modelo estatuido por fray Luis de Granada en su Retórica eclesiástica.  
Consagró obispos a Blas Sobrino y Minayo, Pedro de Quevedo y Quintano, que fue después cardenal, y a los franciscanos Sebastián Malvar y Pinto, que llegó a arzobispo, y Diego Martín Rodríguez. Por fin consiguió crear el Seminario Conciliar de San Carlos de Salamanca en 1779, tras un largo proceso que comenzó en 1767 y al que no fueron ajenos Francisco Pérez Bayer y Manuel de Roda. Para su administración se le asignaron los bienes de la Compañía de Jesús en la diócesis, expulsada en 1767, aparte de algunas rentas de la mitra asignadas por el obispo. Así, el seminario se instala en el Colegio del Espíritu Santo, más conocido como Clerecía y que los jesuitas dejaron vacío, aunque compartido durante los primeros años con el Colegio de Irlandeses. 
En 1780 fue elegido Gran Cruz de la Orden de Carlos III. En 1783 fue nombrado académico honorario por la Academia de la Historia. La ideología de Bertrán, fue abierta y amiga de un cristianismo compatible con la razón ilustrada y de un humanismo cristiano que se preocupa de problemas reales y concretos. Felipe Bertrán y Casanova murió el uno de diciembre de 1783, a media noche. Se le dio sepultura, según había dispuesto, en el convento de las Religiosas de la Encarnación, en Madrid, siendo trasladado a la capilla del Seminario de Salamanca el 14 de octubre de 1789. Posteriormente, durante la Guerra de la Independencia, fue depositado en urna en una de las capillas de la catedral de Salamanca. Actualmente reposa de nuevo, desde 1946, en la antecapilla del Real Seminario de San Carlos.
La ideología ilustrada de Bertrán bebía en las fuentes valencianas de Gregorio Mayáns y Siscar. Le preocupó en especial la reforma de la enseñanza y de la predicación y con ese cometido redactó un Informe sobre los Colegios Mayores de Salamanca y escribió sermones y cartas pastorales inspiradas en El orador christiano de Mayáns, de la misma forma que el obispo de Barcelona, Climent. Recomendaban por modelo en predicación el humanístico del siglo XVI encarnado en la figura de Fray Luis de Granada. Existe un retrato suyo realizado por el pintor neoclásico valenciano José Vergara Gimeno, que se conserva en la Universidad de Valencia.

## Obras
En el Colegio de los agustinos de Madrid se conservan 141 Sermones inéditos de Felipe Bertrán.
- Carta pastoral que el ... Señor Don Felipe Bertran ... dirige a los fieles de su obispado en que les manifiesta el carácter propio de la verdadera penitencia, Madrid : en la Imprenta de Don Antonio de Sancha, 1781

- Carta instructiva a un predicador moderno, para formar con acierto un sermón proponiéndole por modelo el que en alabanza del Angélico Doctor Santo Tomás de Aquino predicó en Madrid año de 1777 (Imprenta de D. Felipe de Zúñiga y Ontiveros, México, 1779) 22, 68 pp.

- Sermón que en alabanza del angélico doctor Sto. Tomás de Aquino predicó en el colegio de reverendos padres dominicos de esta corte [Madrid], que le venera por su titular, y patrono, el Illmo. Sr. D. Felipe Bertrán. Salió a luz a instancia, y solicitud de la expressada comunidad en Madrid. Reimpreso en México» (repr. 1.ª ed.: Imprenta de D. Felipe de Zúñiga y Ontiveros, México, 1779) 68 pp.

| Predecesor: José Zorrilla Sanmartín | Obispo de Salamanca 1763-1783          | Sucesor: Andrés José Barco Espinosa |
| Predecesor: Manuel Quintano Bonifaz | Inquisidor General de España 1775-1783 | Sucesor: Agustín Rubín de Ceballos  |